# Заслоане
Заслоане (рум. Zăsloane) је насеље у општини Сикевица, округ Караш-Северен у Румунији. Налази се на надморској висини од 133 м.

## Историја
По "Румунској енциклопедији" место је било заселак Сићевице. Осамостаљено је тек 1956. године.

## Становништво
Према подацима из 2002. године у насељу је живело 51 становника, од којих су сви румунске националности.